# Camperol de les Chatham
El camperol de les Chatham (Poodytes rufescens †) fou una espècie d'ocell de la família dels locustèl·lids (Locustellidae). Era endèmic de les Illes Chatham (Nova Zelàndia). El seu hàbitat natural el constituïen els matollars subantàrtics. El seu estat de conservació es considera extint.
Aparentment, els motius de la seva extinció al segle XIX foren els incendis per desbrossar l'illa, la sobrepastura de cabres i conills i la depredació de rates i gats ferals.